# Padre Mugica (película)
 Padre Mugica  es una película de Argentina filmada en colores dirigida por Gabriel Mariotto y Gustavo E. Gordillo sobre su propio guion que se estrenó el 26 de agosto de 1999.

## Sinopsis
Documental sobre Carlos Mugica, un sacerdote asesinado por la organización terrorista Triple A, que utiliza el testimonio de colaboradores y amigos del biografiado y material de archivo de la época.

## Investigación y producción
Investigación
- Mario Moldován
- Gabriel Mariotto
- Gustavo E. Gordillo

Producción periodística
- Muriel Bernardo ,
- Patricia Domínguez
- Miguel Ángel González

## Entrevistados
- Marta Mugica
- Enrique Evangelista
- Rodolfo Ricciardelli
- Domingo Bresci
- Alejandro Mayol
- Helena Goñi
- Graciela Daleo
- Marilina Ross
- Juan Manuel Abal Medina
- Mario Firmenich
- Fermín Chávez
- Rubén Stella

## Nominación
Asociación de Cronistas Cinematográficos de la Argentina
Premios Cóndor 2000
- Nominada al Premio al Mejor Video-Film

## Comentarios
Paraná Sendrós en Ámbito Financiero escribió:

«Expone en forma clara y equidistante la vida de un hombre muy significativo de los años 70 y hace la importancia de los archivos televisivos.»

Leonardo M. D’Espósito en El Amante del Cine  opinó:

«Más interesante como manipulación de material que como film.»

Fernando López en La Nación opinó:

«Aunque no se oculten sus contradicciones, la imagen que se termina esbozando está más cerca del mito que del retrato objetivo.»

Manrupe y Portela escriben:

«…material fílmico inédito y…una enorme cantidad de testimonios de hermanos, amigos e historiadores, suficientes como para reconstruir las convicciones y las dudas de un hombre que unió la religión y la política.»